# Harry Kesten

Harry Kesten, Rudolf Peierls et Roland Dobrushin au New College d'Oxford en 1990.

Harry Kesten, né le 19 novembre 1931 à Duisbourg, en Allemagne, et mort le 29 mars 2019 à Ithaca, dans l'État de New York, aux États-Unis, est un mathématicien américain qui a travaillé en théorie des probabilités.

## Biographie
La famille de Kesten émigre aux Pays-Bas en 1933, où Harry Kesten accomplit sa scolarité. En 1956, il obtient une bourse pour l'université Cornell. Il soutient une thèse en 1958 sous la supervision de Mark Kac à l'université Cornell (titre de la thèse : Symmetric random walk on groups). Il est ensuite instructeur pendant un an à l'université de Princeton et deux ans à l'université hébraïque de Jérusalem. En 1961 il devient professeur assistant à l'université Cornell, où il professeur titulaire à partir de 1965 et ce jusqu'à son éméritat.

## Recherche
Kesten a travaillé sur la théorie de la percolation (comme la percolation de premier passage qui trouve des applications pour modéliser diverses situation, par exemple la croissance et la propagation de bactéries), sur divers théorèmes central limite, les processus stochastiques et en théorie des marches aléatoires dans les graphes et les groupes.
En 1960, Furstenberg et Kesten démontrent la convergence du produit de matrices aléatoires sous des conditions assez générales.
Dans la théorie des chemins auto-évitants, Harry Kesten a démontré l'existence d'une certaine limite dans le demi-plan. Avec Mykyta Kozlov et Frank Spitzer, Kesten démontre en 1975 un théorème sur les marches aléatoires dans un environnement aléatoire uni-dimensionnel. Ils établissent les lois limites pour des marches dans un ensemble de situations qui peuvent se présenter dans un tel environnement.
Une conjecture, formulée en 1985 avec Jacob van den Berg, concernant la théorie de la percolation, l'inégalité de Van den Berg-Kesten-Reimer, a été démontrée par David Reimer.

## Prix et distinctions
Kesten était boursier Sloan (1963–65) et boursier Guggenheim (1972-73). Il est lauréat de la Médaille Brouwer (1981) et du prix George Pólya de la SIAM (1994). En 2001 il est récipiendaire du prix Leroy P. Steele pour l'ensemble de sa carrière.
Il était conférencier invité au congrès international des mathématiciens à Nice en 1970 (« Hitting of sets by processes with stationary independent increments ») et à Varsovie en 1983 (« Percolation theory and resistance of random electrical networks »). Au congrès international des mathématiciens 2002 à Pékin il délivre une conférence plénière (« Some Highlights of Percolation »). Kesten était membre de la National Academy of Sciences et de l'American Academy of Arts and Sciences (1999) et membre étranger de l'Académie royale néerlandaise des arts et des sciences. Il est fellow de l'American Mathematical Society. Il est fait docteur honoris causa de l'université Paris-Sud en 2007.

## Ouvrages (sélection)
comme auteur
- Percolation theory for mathematicians, Boston, Birkhäuser, 1982, viii+423 (ISBN 978-1-4899-2730-9, lire en ligne).
- Hitting probabilities for single points for processes of stationary independent increments, Providence, R.I., American Mahtematical Society, coll. « Memoirs of the AMS » (no 93), 1969, 129 p. (ISBN 978-1-4704-0043-9).
- « What is Percolation? », Notices AMS, vol. 53, no 5,‎ 2006, p. 572-573 (lire en ligne).

comme éditeur
- (en) Probability on discrete structures, Berlin/Heidelberg/New York, Springer-Verlag, coll. « Encyclopedia of mathematical sciences » (no 110), 2004, 351 p. (ISBN 3-540-00845-4, lire en ligne).